# Aleksandr Dogiel
Aleksandr Stanisławowicz Dogiel (ros. Александр Станиславович Догель, ur. 15 stycznia?/27 stycznia 1852 w Poniewieżu, zm. 19 listopada 1922 w Piotrogrodzie) – rosyjski histolog. 

## Życiorys
Syn Stanisława Dogiela, pedla gimnazjów w Poniewieżu i Kownie. Uczył się najpierw w gimnazjum w Kownie, po śmierci ojca w Kazaniu, pod opieką stryja Iwana Dogiela. Studiował medycynę na Uniwersytecie w Kazaniu i ukończył studia w 1879 roku. Od 1880 do 1883 był stypendystą uniwersytetu. Doktoryzował się w 1883 roku na podstawie dysertacji Stroenie retiny u ganoid (Kazań 1893). W 1885 roku został prosektorem w katedrze histologii, w 1886 roku Privatdozentem embriologii. Od 1888 wykładał histologię na Uniwersytecie w Tomsku, a od 1895 na Uniwersytecie w Petersburgu. Wykładał też na Kobiecym Uniwersytecie Medycznym w Petersburgu. Członek korespondent Petersburskiej Akademii Nauk od 1894 roku. W 1915 roku założył „Russkij archiw anatomii, histologii i embriologii” (ros. архив анатомии, гистологии и эмбриологии). Zajmował się przede wszystkim histologią układu nerwowego i narządów zmysłów. Od około 1905 roku mieszkał na Wyspie Wasiljewskiej przy 8. Alei Bolszoj. Pochowany na Cmentarzu Smoleńskim w Petersburgu. Jego syn Walentin (1882–1955) został zoologiem.

## Wybrane prace
- Stroenie retiny u ganoid (1893)
- Stroenie obonjatelnogo organa u ganoid, kostistych ryb i amfibij. Kazań, 1886
- Die Nervenelemente im Kleinhirne der Vögel und Säugetiere. Arch mikrosk Anat (1896)
- Der Bau der Spinalganglien des Menschen und der Säugetiere. Jena: Fischer, 1908
- Die sensiblen Nervenendigungen im Herzen und in den Blutgefässen der Säugethiere. Archiv für Mikroskopische Anatomie 52: 44-70, 1898